# 栗原子公
栗原 子公（くりはら の こきみ、生没年不詳）は、奈良時代の官人。氏姓は栗原勝のち中臣栗原連。官位は外従五位下・大炊助。

## 経歴
桓武朝の天応元年（781年）右京の人で正六位上の栗原勝子公が、以下のように言上して、一族18名の栗原勝から中臣栗原連への改姓を請い許された（ただし、勝は渡来系氏族の姓であるため、栗原勝は先祖を偽った百済系渡来人である可能性も指摘されている）。
子公らの先祖である伊賀都臣は中臣氏の遠い先祖である天御中主命の20世孫の意美佐夜麻の子である。伊賀都臣は神功皇后の代に百済に使者として派遣され、その地の女を娶り2人の男子を儲けた。名前を大本臣・小本臣という。のちに2人は遥かに本系の血筋を尋ねて、わが朝廷に帰化し、時に美濃国不破郡栗原（現在の岐阜県不破郡垂井町栗原あたり）の地を与えられて居住し、その後、居住地に因んで栗原の氏を拝命した。そこで、栗原勝の姓のかわりに、先祖に因んで中臣栗原連を賜わりますように、伏してお願いしたしたい。
延暦5年（786年）外従五位下に叙せられ、翌延暦6年（787年）大炊助に任じられた。延暦8年（789年）皇太后・高野新笠、翌延暦9年（790年）皇后・藤原乙牟漏の葬儀の際に、いずれも御葬司を務めた。

## 官歴
『続日本紀』による。
- 時期不詳：正六位上
- 天応元年（781年） 7月16日：栗原勝から中臣栗原連に改氏姓
- 延暦5年（786年） 10月25日：外従五位下
- 延暦6年（787年） 5月25日：大炊助
- 延暦7年（788年） 2月28日：大炊助[2]
- 延暦8年（789年） 12月29日：御葬司（皇太后・高野新笠崩御）
- 延暦9年（790年） 閏3月11日：御葬司（皇后・藤原乙牟漏崩御）